# Mezinárodní hudební festival Špilberk
Mezinárodní hudební festival Špilberk, každoročně pořádaný o letních srpnových večerech na velkém nádvoří hradu Špilberk v Brně, založila v roce 2000 Filharmonie Brno.
Jako první přišel s myšlenkou festivalu Caspar Richter, toho času dirigent Filharmonie Brno. Konkrétní podobu však dostal festival až s příchodem nového ředitele Bohuše Zoubka a šéfdirigenta Alda Ceccata. Program festivalu má podobu pěti symfonických nebo vokálně-symfonických koncertů, konaný obden v druhé půli měsíce srpna.

## Historie

### 2000 (1. ročník)
Uměleckým ředitelem prvního ročníku byl stanoven Aldo Ceccato, který sám řídil dva večerní programy – Verdiho Requiem a Beethovenovu Devátou symfonii. Dále pak při tomto ročníku zazněla díla Dvořáka, Janáčka, Wagnera, Mahlera, a Strausse.

### 2001 (2. ročník)
Festival pokračoval ve stopách prvního ročníku. Vystoupily zde špičky české i světové vážné hudby v čele s dirigenty Petrem Altrichterem, Vladimírem Válkem či Ivánem Fischerem a se sólisty Michaelou Fukačovou, Paulem Guldou a dalšími. I v tomto roce zůstala kmenovým tělesem festivalu Státní filharmonie Brno, jež provedla celkem tři koncerty. Dalšími tělesy, které se na festivalu představili byly Symfonický orchestr Českého rozhlasu a Gustav Mahler Jugend Orchester, jenž zavítal na Špilberk již podruhé. Na programu bylo mimo jiné Carmina burana Carla Orffa, galavečer ke stému výročí úmrtí Giuseppa Verdiho či večer sestavený ze skladeb trojice českých skladatelských velikánů Smetany, Dvořáka a Janáčka.

### 2002 (3. ročník)

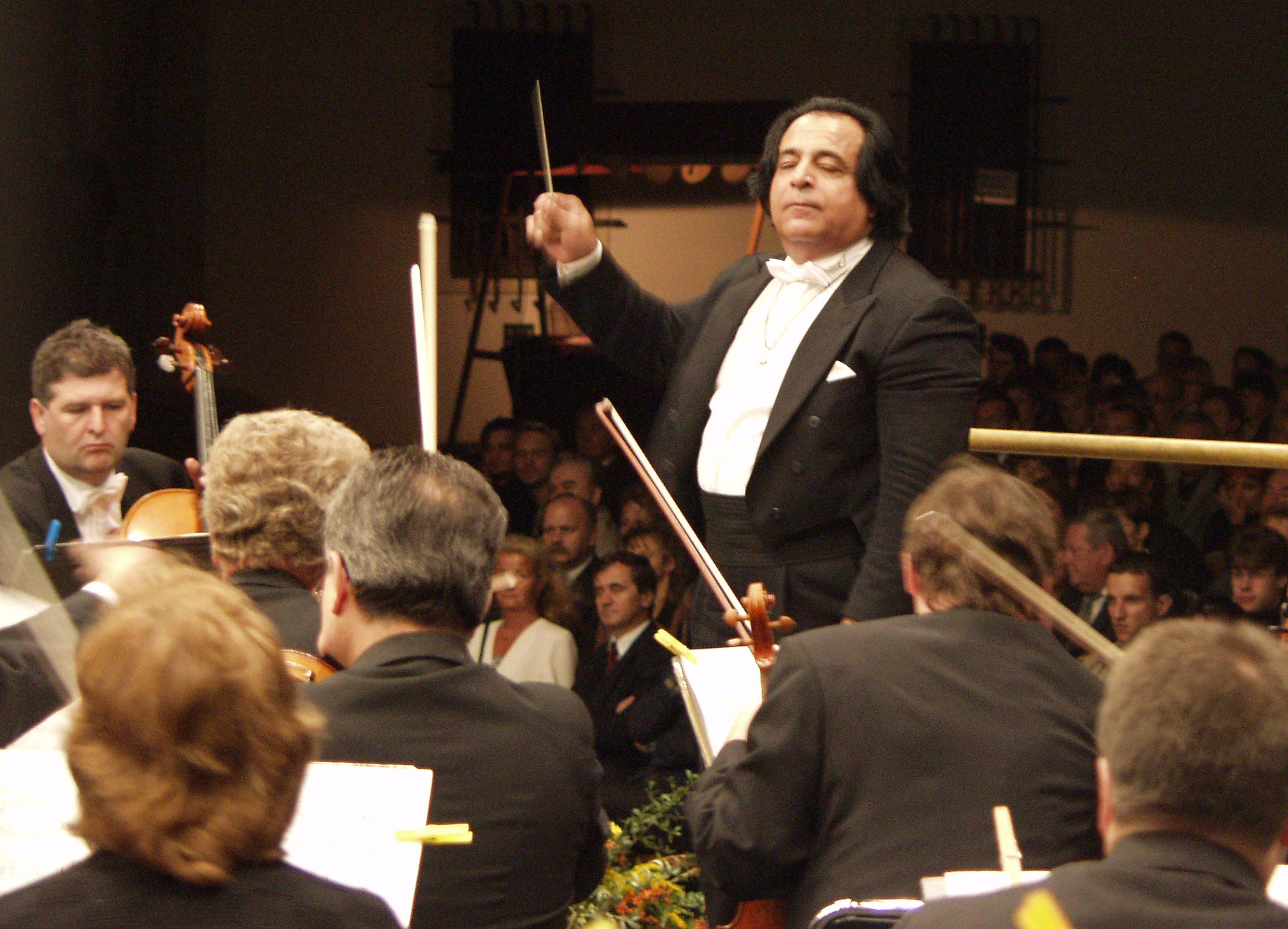
Perský dirigent Alexander Rahbari na 3. ročníku Festivalu Špilberk

Na zahajovacím koncertě třetího ročníku uvedla Státní filharmonie Brno pod vedením perského dirigenta Alexandera Rahbariho divadelní suity od autorů Prokofjeva, Bernsteina a Čajkovského. Program norského dirigenta Arilda Remmereita provázel první pokus o vizualizaci Planet od anglického pozdně romantického skladatele Gustava Holsta, za pomoci astronomických snímků. Úspěch sklidil také závěrečný program Národního symfonického orchestru Polského rozhlasu Katovice, druhého hostujícího orchestru, s dirigentem Gabrielem Chmurou a jejich provedení děl od Webera, Noskowského a Berlioze. Sólistkami tohoto ročníku byly Ludmila Peterková – klarinet a Bin Huang – housle.

### 2003 (4. ročník)
Těžištěm ročníku se stal zahajovací koncert za účasti operní pěvkyně Dagmar Peckové a světoznámého dirigenta českého původu Jiřího Bělohlávka. Spolu se Státní filharmonií Brno uvedli díla francouzského skladatele Hectora Berlioze. K dalším z programů patřil například koncert nesoucí podtitul Melodie ze slavných muzikálů a filmů, za sólového pěveckého doprovodu Jasny Ivir – soprán a Richarda Morrise – baryton, který dirigoval Caspar Richter. Hostujícími tělesy tohoto ročníku byly dolnorakouští Tonkünstler-Orchester a Americké hornové kvarteto, které uvedlo ve svém programu vedle Schumanna také Čajkovského Slavnostní předehru 1812. Závěrečný koncert patřil opět Státní filharmonii Brno a jejímu "dvornímu" dirigentovi Petru Altrichterovi, mimo jiné s pořadem symfonických částí Wagnerova Prstenu Nibelungova.

### 2004 (5. ročník)

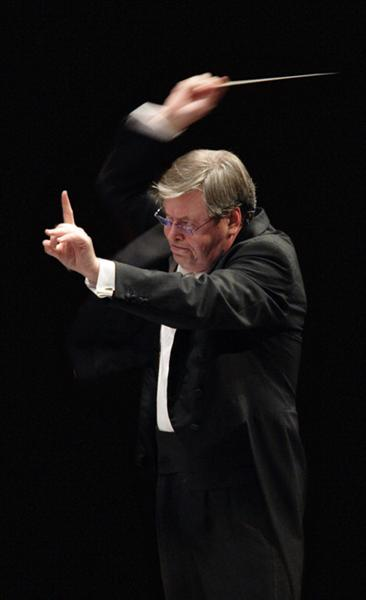
Petr Altrichter ještě jako šéfdirigent Filharmonie Brno na Festivalu Špilberk

Zahajovací koncert se nesl v duchu ruských skladatelů, konkrétně zazněla díla Rimského-Korsakova a Čajkovského. Tento program uvedla domácí sestava složená ze Státní filharmonie Brno a Petra Altrichtera. Další z festivalových dnů představil program rozpjatý mezi barokem a současností. Brněnskou filharmonii dirigoval italský dirigent Mischa Damev, jako sólisté na trubky účinkovali Jan Broda a Josef Pavlíček. Tradičního českého večera se tentokrát ujala už po druhé hostující Janáčkova filharmonie Ostrava. Spolu s brněnskými vokálními sólisty a filharmonií, byl tento rok pověřen uvedením muzikálového programu dirigent František Preisler, kde mimo jiné zazněla i skladba Fantazie Carmen pro flétnu a orchestr od Françoise Bornea. Celý ročník uzavírala Orffova populární kantáta Carmina burana, za účasti slovenských sólistů, Slovenské filharmonie, Českého filharmonického sboru pod vedením sbormistra Petra Fialy, brněnského sboru dětí a mládeže Kantilény a dirigenta Tomáše Hanuse.

### 2005 (6. ročník)
Zahajovací koncert Pražské komorní filharmonie s francouzským dirigentem Michelem Swierczevským byl kvůli dešti přeložen do Besedního domu. Tam nakonec zazněla díla od Beethovena, Milhauda a Iberta. Protějškem k tomuto vystoupení se stal závěrečný koncert festivalu, na němž uvedl hostující Nový curyšský orchestr, pod vedením svého dirigenta Martina Studer-Müllera, program zahrnující díla autorů Rossiniho, Schuberta a Mendelssohna-Bartholdyho. Od posledního jmenovaného zazněl oblíbený Houslový koncert e moll, v podání houslisty Pavla Šporcla. Prvním ze tří vystoupení Státní filharmonie Brno, byl Letní jazzový večer, sestavený a řízený Milanem Vidlákem, který také vystoupil jako klavírní sólista. Dalšími sólisty byli slovenský trumpetista Juraj Bartoš a člen skupiny bicích nástrojů Jan Řihák. Těžištěm festivalové dramaturgie byl symfonický pořad třetího festivalového koncertu, kde zazněla díla autorů Wagnera, Strausse, Stravinského a Alfena. Program dirigoval norský rodák Arild Remmereit. Dlouho a složitě připravovaný čtvrtý koncert, kdy navíc původně pozvanou skotskou perkusionistku Evelyn Glennie zaskočil v poslední chvíli rakouský bubeník Thomas Lechner, byl poznamenán vytrvalým deštěm, který prakticky znemožnil poslech, mimo jiné i Čajkovského Čtvrté symfonie.

### 2006 (7. ročník)

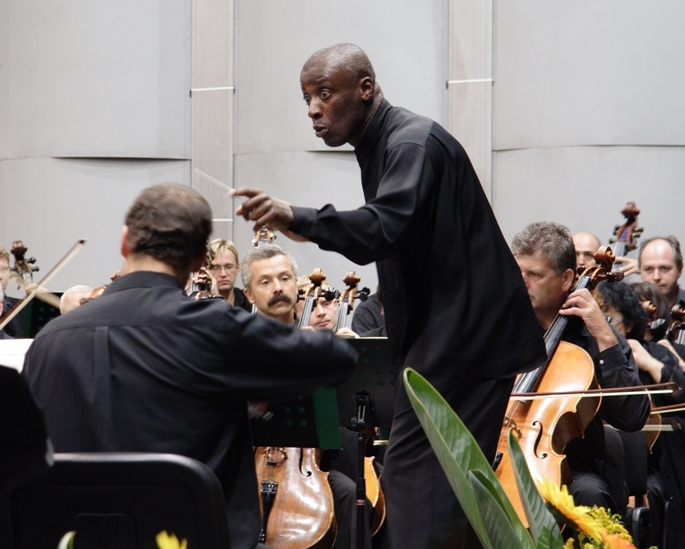
Wayne Marshall a orchestr Filharmonie Brno při třetím koncertu věnovaném Georgeovi Gershwinovi

Festival v tomto ročníku představil především hudbu romantických a pozdně romantických autorů s výlety do světa George Gershwina a Wolfganga Amadea Mozarta. Filharmonie Brno uvedla tři zcela odlišně koncipované programy. Na úvod zahrála hudba ze známých italských a francouzských oper v programu nazvaném Svět románské opery se slovenskou sopranistkou Adrianou Kohútkovou a šéfdirigentem Petrem Altrichtrem. Druhý koncert, který dirigoval Leoš Svárovský, byl sestaven ze známých orchestrálních skladeb Mozartových, Dvořákových a Čajkovského. Třetí koncert pojmenovaný Celý večer s Gershwinem, byl věnovaný americkému skladateli Georgeovi Gershwinovi. Jeho nejslavnější skladby provedl v roli dirigenta i klavírního sólisty britský pianista a dirigent Wayne Marshall. Ve čtvrtém pořadu zavítal do Brna vídeňský Jeunesse Orchester a ve spolupráci s klarinetistou Karlem Dohnalem uvedli další program pojmenovaný Romantický klarinet a zazněla zde díla od Einema, Webera a Schuberta. Festival uzavřel koncert Symfonického orchestru hlavního města Prahy FOK, jenž pod vedením Tomáše Netopila přednesla díla Strausse a Mahlera, v programu nesoucí podtitul Výlet do Vídně.

### 2007 (8. ročník)
V tomto roce – na návrh nového ředitele Davida Marečka – proběhla na velkém nádvoří hradu Špilberk řada pěti koncertů, která měla jeden společný námět: Cesta kolem světa za deset dní. Pořádající Filharmonie Brno uvedla pod taktovkou svého šéfa Petra Altrichtera symfonickými Toulkami po Alpách s "alpskými" skladbami Straussů a Čajkovského. Napříč Evropou provedla posluchače na druhém večeru zlínská Filharmonie Bohuslava Martinů se svým dirigentem Jakubem Hrůšou v pořadu s německou skladbou o skotském souostroví, francouzskou se španělským námětem, ruskou o dávných tatarských Polovcích a českou o slovenských Tatrách: Mendelssohn-Bartholdy, Lalo, Borodin a Novák. Putování světem filmu s britským dirigentem Mikelem Tomsem uskutečnila brněnská filharmonie filmovou hudbu amerických klasiků a Václava Trojana. Slovanskými kraji provedl dvořákovský večer Pražské komorní filharmonie s Ondřejem Kukalem. Závěr festivalu patřil Vodním kouzlům, ve kterém zazněla díla autorů Respighiho, Dukase a Debussyho, v nichž Filharmonii Brno řídil italský dirigent Alessandro Crudele.

### 2008 (9. ročník)

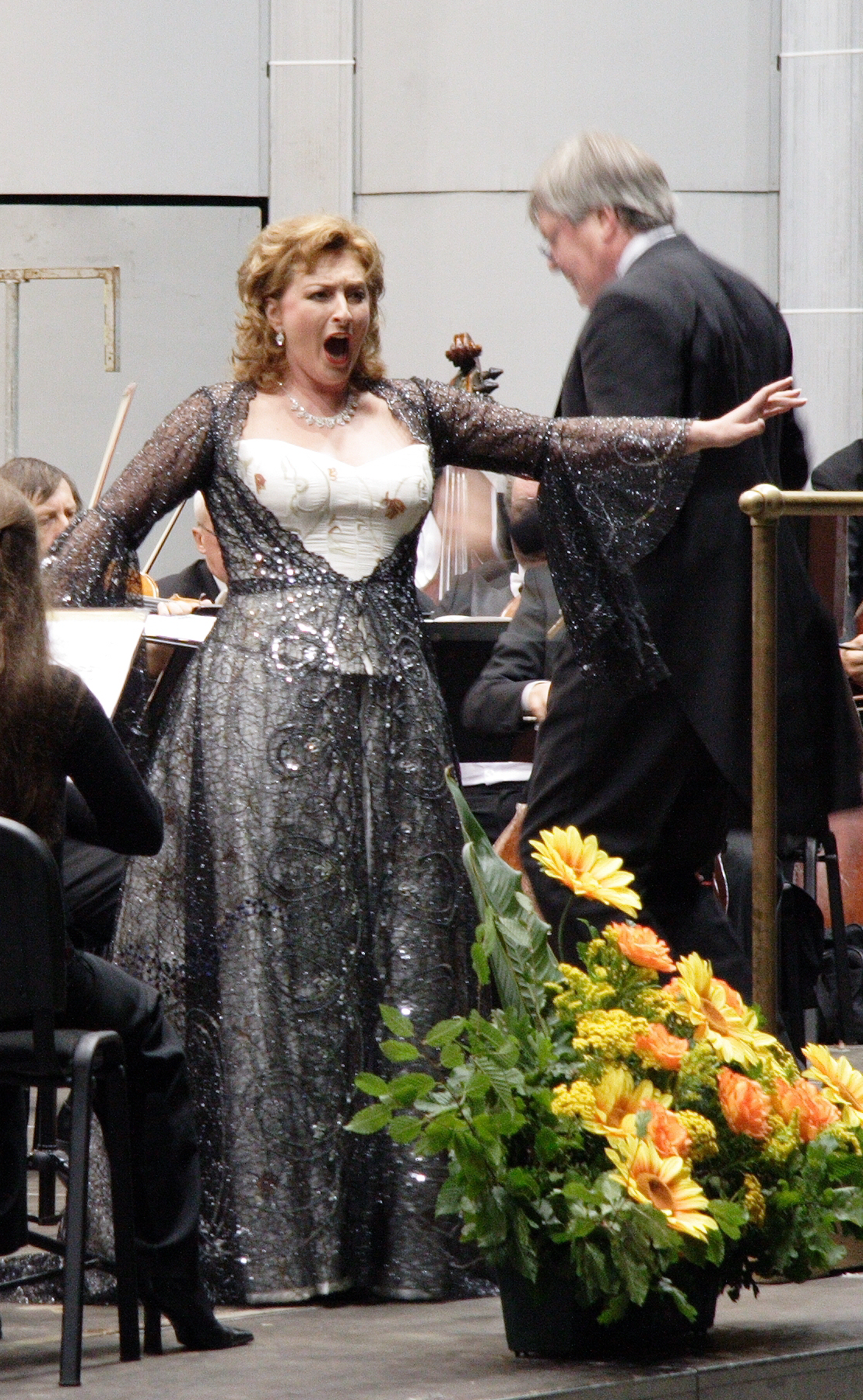
Adriana Kohútková na Festivalu Špilberk

Koncepce 9. ročníku festivalu pokračovala v linii tematicky sjednocených celků: podtitul festivalu zněl Divadlo a chrám. Pro první koncert sestavil šéfdirigent Petr Altrichter program z Janáčkovy Sinfonietty a z průřezu operou Prodaná nevěsta Bedřicha Smetany. Sólisté večera byli Adriana Kohútková, Tomáš Černý, Martin Gurbaľ a Ondrej Šaling. Druhý koncert patřil filmové hudbě, kde Český národní symfonický orchestr zahrál program s názvem Hollywoodská noc. Operně byl laděn koncert třetí, který připomněl výročí jednoho z nejvýznamnějších tvůrců opery Gioacchina Rossiniho. Část koncertu patřila lotyšské hudbě, konkrétně skladbě Retrospekce soudobého skladatele Ramualdse Kalsonse. Koncert dirigoval litevský dirigent Modestas Pitrenas, sólistou byl klarinetista Ints Dalderis. Čtvrtý večer Hudba pohybu byl spojovacím článkem mezi divadlem a chrámem, a to zejména v hloubce obsahu hudby Prokofjevova baletu Romeo a Julie. Dále zazněly skladby od autorů Martinů, Zámečníka a Stravinského. Hrála Janáčkova filharmonie Ostrava pod vedením brněnského dirigenta Jakuba Kleckera. Poslední koncert byl autorským večerem Richarda Blackforda, který provedl s Filharmonií Brno a se smíšeným sborem Bournemouth Symphony Chorus svou kantátu Mirror of Perfection, kratší orchestrální skladbu Janáčkovu Šumařovo dítě, jako reflexi 80. výročí skladatelova úmrtí a Te Deum Antonína Dvořáka. Bonusem byl koncert Mladých brněnských symfoniků, kteří provedli různé tance v symfonické podobě od Dvořáka, Janáčka či Brahmse.

### 2009 (10. ročník)
Titul 10. ročníku posluchačům napověděl, že Filharmonie Brno v roce 2009 slavila 10. výročí festivalu. Každý z večerů také nesl vlastní podtitul To nejlepší z…. Prvním koncertem byl uveden do funkce nový šéfdirigent Filharmonie Brno Aleksandar Marković. Vedle populárních kusů klasické hudby, jako je Čajkovského Klavírní koncert b moll nebo melodie z operet, zazněla díla poslechově náročnější jako jsou Šostakovičův Koncert č. 1 pro violoncello a orchestr, Ravelův La valse nebo Dvořákova kantáta Svatební košile. Na tomto ročníku festivalu vystoupily celkem čtyři orchestry, tři pěvecké sbory, 6 dirigentů a více než 10 sólistů. Filharmonii Brno, jako domácímu orchestru, patřily první dva večery. Na inauguračním koncertě nového šéfdirigenta vystoupil český houslista Pavel Šporcl s Mendelssohnovým Houslovým koncertem e moll. K němu se přidal ještě ruský klavírista Miroslav Kultyšev, který provedl již zmíněný Čajkovského Klavírní koncert. Vedení druhého koncertu s podtitulem To nejlepší z Ameriky se ujal dirigent Jakub Hrůša. Spolu s pianistou Benjaminem Kimem, přednesl hudbu nejvýznamnějších amerických skladatelů: Gershwina, Milhauda a Coplanda. Na třetím večeru podruhé na tomto festivalu vystoupil orchestr Mladých brněnských symfoniků. Program čtvrtého večera přinesl To nejlepší z operety v podání Českého národního symfonického orchestru se sólisty Adrianou Kohútkovou a Tomášem Černým. Vedení orchestru se ujal Petr Altrichter. Kantiléna, sbor dětí a mládeže při Filharmonii Brno vystoupila na pátém koncertě s programem, který jí přinesl vítězství na Světové sborové olympiádě ve Štýrském Hradci. Vrcholem tohoto ročníku bylo vystoupení European Union Youth Orchestra s islandským dirigentem Vladimirem Aškenazym a Natálií Gutmanovou jako sólistkou Šostakovičova cellového koncertu.

### 2010 (11. ročník)

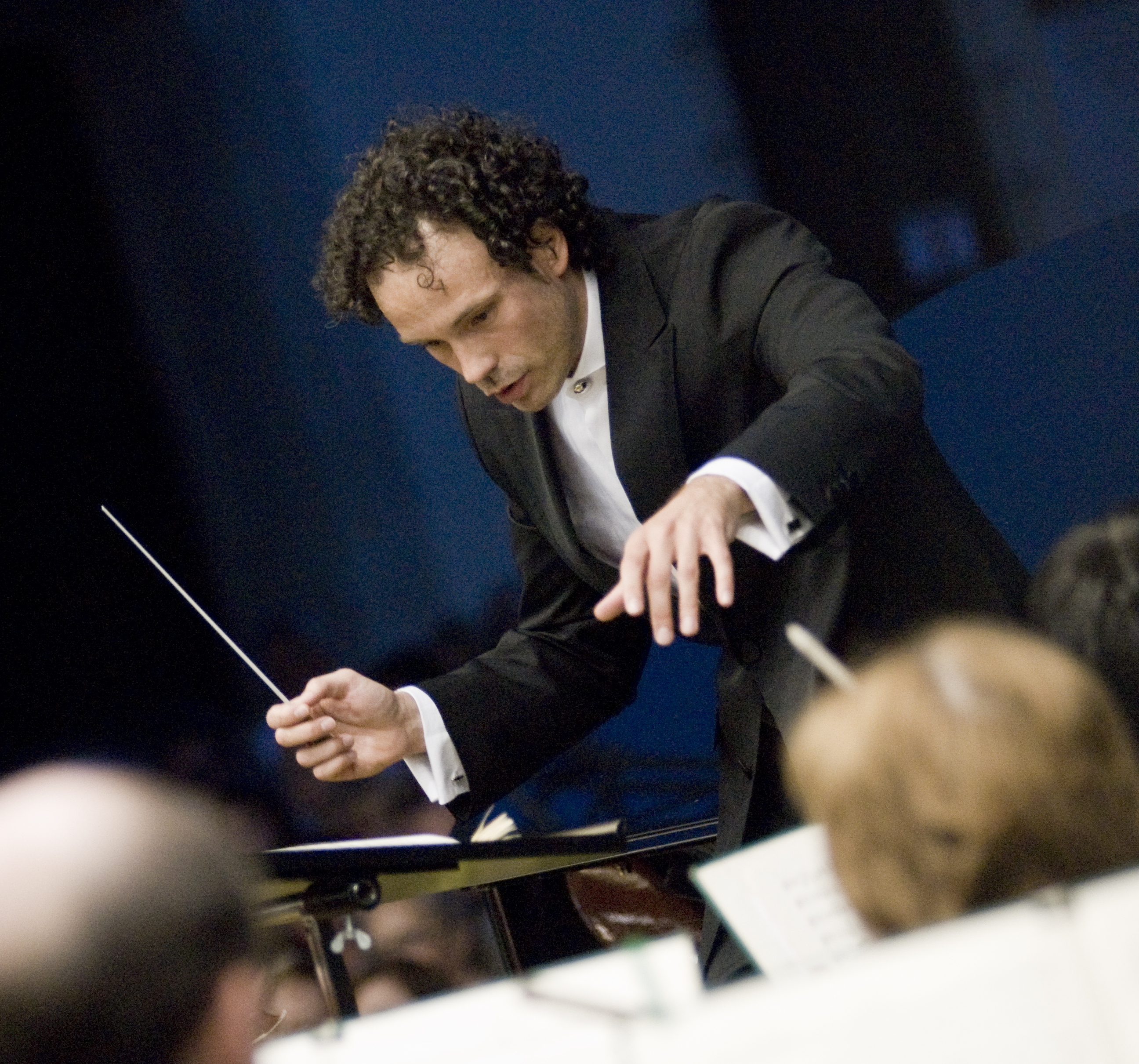
Současný šéfdirigent Filharmonie Brno srbské národnosti Aleksandar Marković na Festivalu Špilberk

Zahajovací koncert s podtitulem Romeo a Julie, uvedla Filharmonie Brno pod vedením šéfdirigenta Aleksandara Markoviće. Na úvod zazněl Klavírní koncert Fryderyka Chopina v provedení pianisty Jana Simona a Filharmonie Brno. Dále následoval výběr z Prokofjevova baletu Romeo a Julie. Druhým večerem provedl posluchače opět domácí orchestr, tentokrát řízený Kasparem Zehnderem. Program tvořily skladby španělských skladatelů, či kompozice inspirované španělskou tematikou. Sólistou byl německý pianista Stefan Arnold, který vystoupil se zřídka slýchanou Debussyho Fantazií pro klavír a orchestr a Rapsodií pro klavír a smyčce Joaquina Turiny. Zazněl i proslulý Rodrigův Aranjuezský koncert v úpravě pro harfu v podání jedné z nejlepších českých harfistek Jany Bouškové.

Dva žánrově odlehčené koncerty se rovněž zařadily mezi atraktivní body programu. První z nich obnášel putování světem rockových hvězd, a to výběrem ze skladeb skupin AC/DC, Deep Purple, Rolling Stones nebo Pink Floyd. O nevšední hudební zážitek se postaral vítěz pěvecké soutěže X Factor Jiří Zonyga a Metropolitní symfonický orchestr pod taktovkou Ariella Sharona. Večerem provázela herečka Bára Štěpánová, úvodní slovo přednesl spisovatel Arnošt Lustig. Vystoupení Městského divadla Brno potěšilo milovníky muzikálu. Do pestré hudební mozaiky nejslavnějších melodií světových muzikálových scén se návštěvníci mohli zaposlouchat poslední festivalový večer. Za dirigentským pultem se tentokrát představil hostující dirigent Městského divadla Brno Dan Kalousek.

### 2011 (12. ročník)
Zahajovací koncert tradičně řídil šéfdirigent Filharmonie Brno Aleksandar Marković, který si pro svůj program vybral slavná díla pozdního romantismu – Lisztovu symfonickou báseň Preludia a 1. klavírní koncert se sólistou Alexejem Botvinovem, dále také Straussovu skladbu Tak pravil Zarathustra. Druhý festivalový večer nesl podtitul Pochodem vchod! a domácí orchestr s dirigentem Kasparem Zehnderem uvedl Fučíkův slavný Vjezd gladiátorů, Violoncellový koncert Friedricha Guldy, vídeňského klasického a jazzového pianisty a Hydnovu Symfonii G dur, zvanou "Vojenská". Sólista večera byl litevský violoncellista Mindaugas Bačkus. Večer třetí zahájil žánrově odlehčenější část festivalu a přinesl již druhé putování světem rockových legend, kterému i tentokrát kralovaly kapely AC/DC, Deep Purple, Led Zeppelin nebo Queen. A to v podání Kamila Střihavky a Metropolitního symfonického orchestru řízeného Ariellem Sharonem. Mezzosopranistka Carin Filipčić, orchestr a sbor Janáčkovy opery pod taktovkou svého šéfa Caspara Richtra uzavřel festival programem nazvaným Slavné filmové melodie aneb Spielberg & Špilberk, kde zazněla díla amerického filmového skladatele Johna Williamse, vybraná z filmů režiséra Stevena Spielberga.

### 2012 (13. ročník)

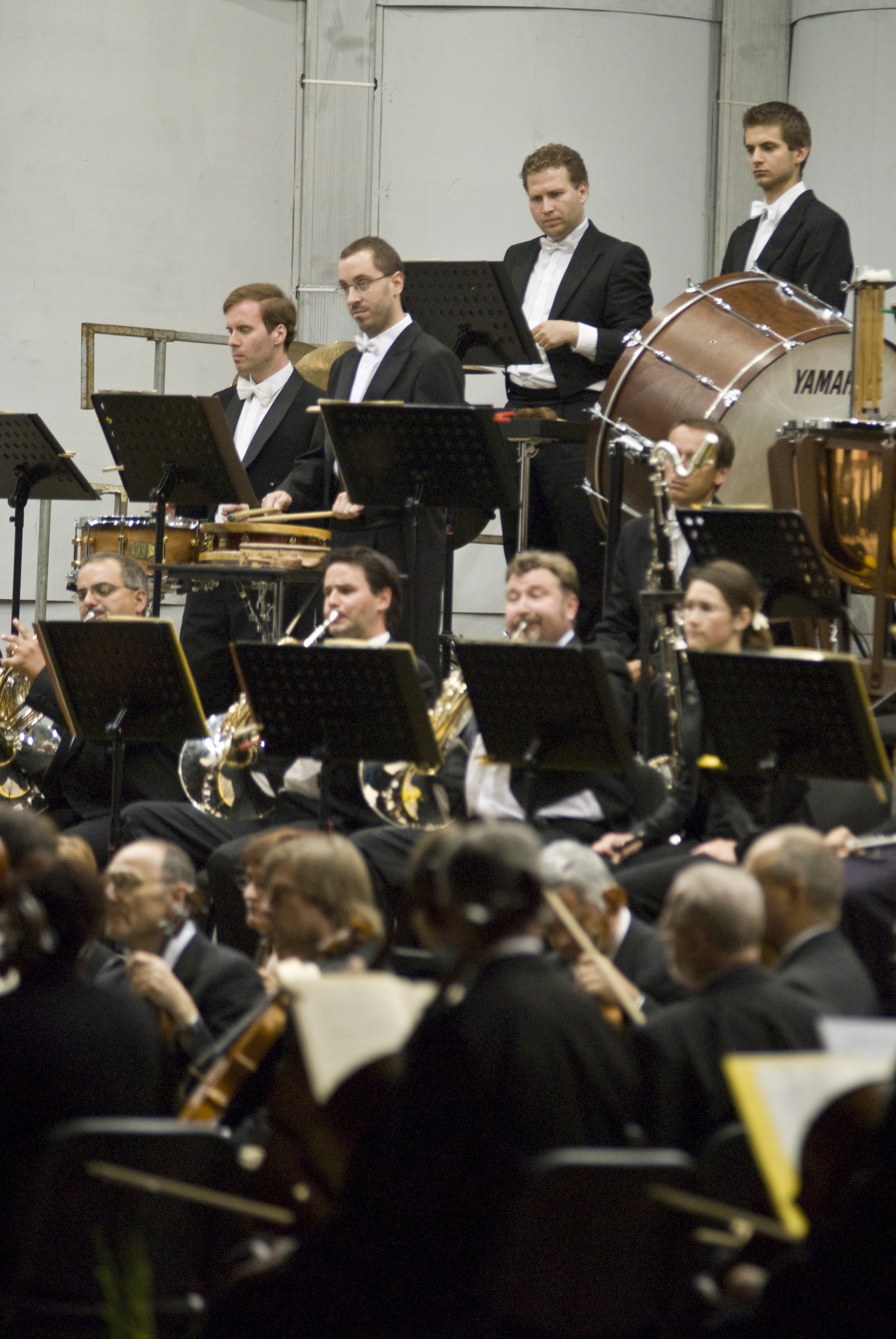
Filharmonie Brno na 13. ročníku Festivalu Špilberk

Program zahajovacího koncertu byl složen ze skladeb dvou velikánů české romantické hudby. První polovina večera patřila Bedřichu Smetanovi, z jehož tvorby se pro tuto příležitost vybrali tři symfonické básně z cyklu Má vlast. V druhé půli pak zazněla známá Symfonie č. 9 "Z Nového světa" Antonína Dvořáka, která patří ke stěžejním repertoárovým kusům. Bohužel se z její krásy mohou těšit spíše návštěvníci zahraničních koncertů Filharmonie Brno, tentokrát však tento "vývozní artikl" předvedl dirigent Ondrej Olos právě ve slavnostním úvodu festivalu. I druhý festivalový večer přinesl jména světových klasiků. Domácí orchestr s dirigentem Tomášem Netopilem večer otevřeli skladbou odlišnější povahy – Klavírní koncert F dur George Gershwina, který má sice klasickou formu, nicméně obsah charakteristický pro skladatele ovlivněného jazzem. K sólovému partu usednul český klavírní virtuos Karel Košárek. Klasickou část festivalu uzavřela 5. symfonie Petra Iljiče Čajkovského. Večer třetí spadal do oné žánrově odlišné části festivalu a přinesl zajímavé spojení rocku a symfonické hudby. Diváci měli možnost poslechu koncertu, který je pokračováním úspěšné série Skladeb rockových legend v čele s kapelami Led Zeppelin, Bon Jovi, Sweet, Deep Purple, AC/DC, Pink Floyd, Kiss, prokládané předehrami oper Figarova svatba a Únos ze serailu skladatele Wolfganga Amadea Mozarta. Program uvedl Metropolitní symfonický orchestr s dirigentem Ariellem Sharonem.

### 2013 (14. ročník)

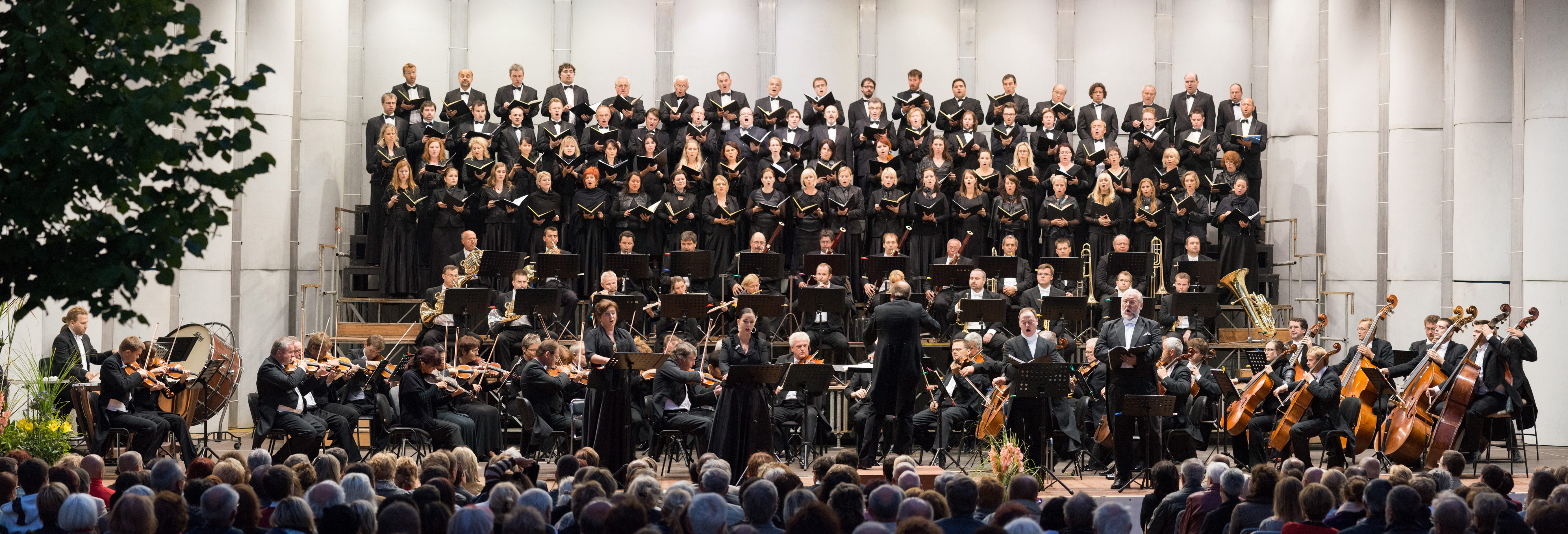
Verdiho Requiem na festivalu Špilberk 2013

Festival byl zahájen trojicí autorů Johann Sebastian Bach, Antonín Dvořák, Modest Petrovič Musorgskij. V úvodu zazněla Toccata a fuga d moll, poté Violoncellový koncert h moll op. 104, ve kterém se blýskl vynikající český violoncellista Jiří Bárta a závěr večera patřil slavné Ravelově orchestrální verzi Musorgského původně klavírního cyklu Obrázky z výstavy. Druhý koncert festivalu patřil oblíbené a osvědčené kombinaci 4TET a Filharmonie Brno. Stále stoupající popularita neotřelých aranžmá Jiřího Škorpíka byla důvodem pro přípravu již tří vydaných desek a na festivalu Špilberk tito charismatičtí zpěváci představili muzikálové hity velikána Leonarda Bernsteina, ale třeba i písně britské skupiny Beatles. Italský skladatel Giuseppe Verdi by se v roce 2013 dožil 200 let. Toto výročí si Brno připomnělo třetím koncertem v podání Filharmonie Brno, Českého filharmonického sboru a sólistů. Zaznělo jeho slavné Requiem pro sóla, sbor a orchestr. Toto ojedinělé dílo bylo v rámci festivalu ke slyšení v podání celkově 152 umělců, mezi nimi se objevili sólisté Adriana Kohútková, Jana Sýkorová, Michal Lehotský, Peter Mikuláš a dirigent Leoš Svárovský. Festival zakončil muzikál pod širým nebem, které představilo Městské divadlo Brno. Britský skladatel Andrew Lloyd Webber a jeho nejslavnější dílo Jesus Christ Superstar, se dočkalo své brněnské inscenace kritici i laici vysoce hodnotili čistotu celkového tvaru a interpretační výkony. Koncertní verze muzikálu byla uvedena v původním anglickém znění s titulky a v aranžmá pro velký orchestr.